# Ашшур

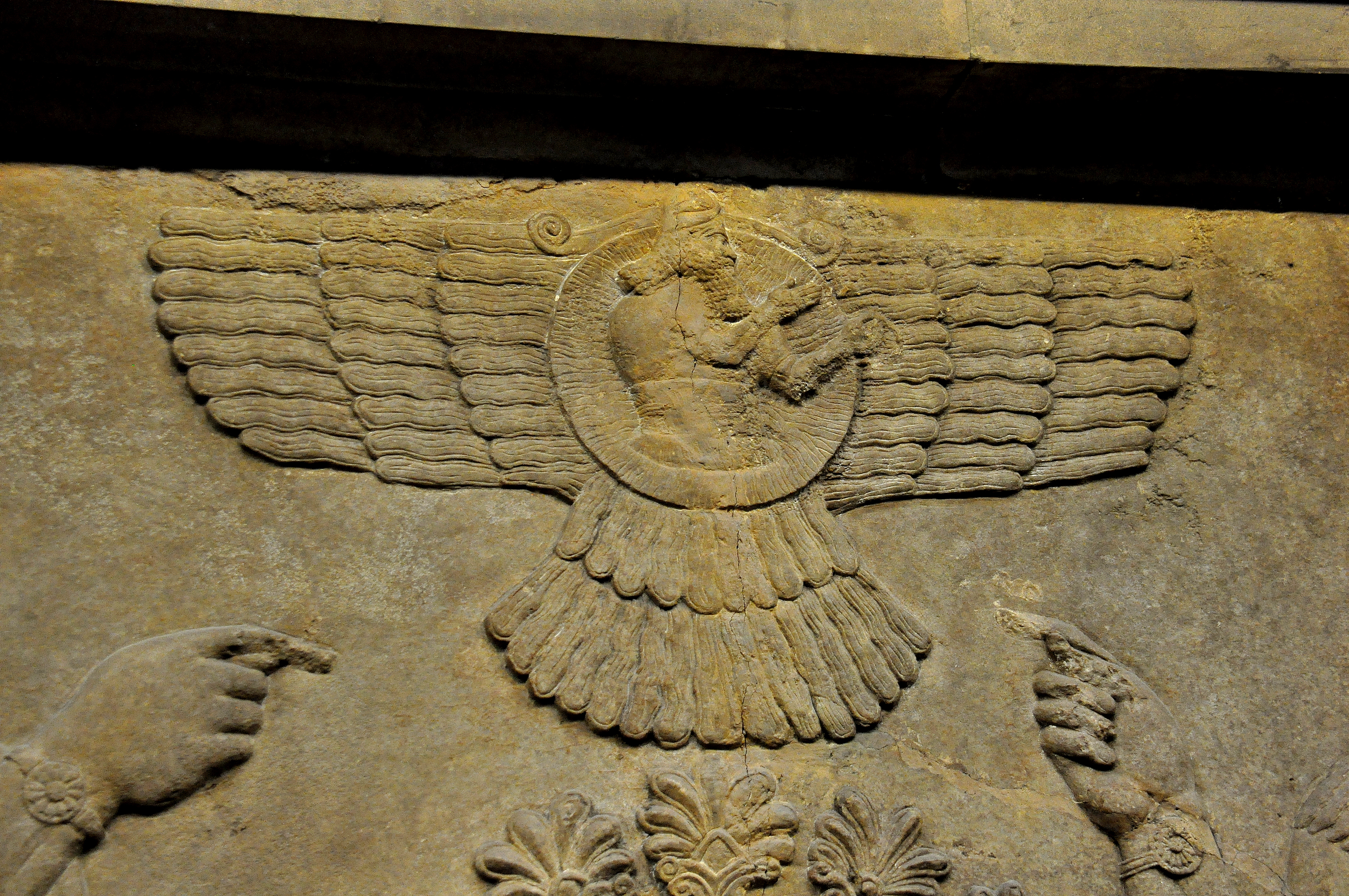
Один із барельєфів Німрода як бога сонця

Ашшу́р (акк.  ) — в ассирійській міфології спочатку місцевий бог-покровитель міста Ашшура; пізніше, коли це місто стає столицею Ассирії, — головний державний бог і покровитель ассирійських царів. Зображувався у вигляді крилатого сонячного диска або озброєного царя.
Ашшур — головне божество ассирійського пантеону.